# Milionia optima
Milionia optima là một loài bướm đêm trong họ Geometridae.